# Kostníky
Kostníky település Csehországban, a Třebíči járásban. Kostníky Dešov, Korolupy, Lubnice, Vysočany, Slavíkovice, Kdousov, Hornice, Jemnice, Jiratice és Police településekkel határos. Lakosainak száma 194 fő (2024. január 1.).

## Népesség
A település lakosságának változását az alábbi diagram mutatja:
| Lakosok száma | 339  | 367  | 351  | 270  | 262  | 186  | 185  | 200  | 181  | 194  |
|               | 1869 | 1900 | 1921 | 1961 | 1980 | 2011 | 2016 | 2019 | 2021 | 2024 |